# Кратка българска граматика на латински език (Пастори)
Кратка българска граматика на латински език е ръкопис на унгарския учител по латински език в Пловдив Андрей Пастори. Ръкописът е написана на латински език като с латински букви са включително и българските парадигми и примерите. Въз основа на ръкописа е изследвана българската граматика от средата на XIX в. и резултатите от изследването са публикувани през 2013 г. във факсимилно издадена книга с превод и коментар на немски и на български от Кирил Костов и Клаус Щайнке.